# Гливий Іван Сергійович
Іван Сергійович Гливий (нар. 4 серпня 1994, с. Новомиколаївка, Скадовський район, Херсонська область, Україна) — український футболіст, нападник клубу «Агробізнес».

## Життєпис
Народився на Херсонщині, але футбольну освіту здобував у Криму. До 2011 року навчався в сімферопольському УОРі. З 2011 по 2012 рік грав за кримські аматорські клуби «Ай-Даніль-Іллічівець» (Ялта), УОР (Краснолісся), «Спартак» (Молодіжне), «Форос» (Ялта) та «Рисовод» (Антонівка).
Перед сезоном 2012/13 років перебрався в «Таврію», де виступав переважно за молодіжну команду. У дорослому футболі дебютував 25 вересня 2013 року в програному (1:3) виїзному поєдинку 1/16 фіналу Кубку України проти черкаського «Славутича». Гливий вийшов на поле в стартовому складі, а на 77-й хвилині його замінив Іззет Білялов.
У 2014 році виступав за «Колос» (Хлібодарівка) у чемпіонаті Херсонської області.
Улітку 2014 року перейшов до «Кристалу». У футболці херсонського клубу дебютував 26 липня 2014 року в нічийному (3:3) домашньому поєдинку 1-го туру Другої ліги проти макіївського «Макіїввугілля». Іван вийшов на поле на 78-й хвилині, замінивши Віктора Мартяна. Дебютним голом за «Кристал» відзначився 20 вересня 2014 року на 90+7-й хвилині переможного (4:2) домашнього поєдинку 9-го туру Другої ліги проти новокаховської «Енергії». Гливий вийшов на поле на 70-й хвилині, замінивши Віктора Мартяна. За два з половиною сезони у Другій лізі зіграв 70 матчів (8 голів), ще 4 поєдинки провів у Кубку України. Після втрати професійного статусу «Кристалом» залишився в оновленій херсонській команді, яка розпочала свій шлях з аматорів. Разом з командою виступав в аматорському чемпіонаті України. Наприкінці червня 2018 року «Кристал» повернув собі професійний статус, а на початку липня того ж року Гливий підписав з клубом контракт. Разом з оновленим «Кристалом» дебютував на професійному рівні 18 липня 2018 року в програному (0:1) виїзному поєдинку 1-го кваліфікаційного раунду Кубку України проти новокаховської «Енергії». Іван вийшов на поле в стартовому складі та відіграв увесь матч. У Другій лізі вперше після паузи зіграв 22 липня 2018 року в переможному (1:0) домашньому поєдинку 1-го туру групи Б проти «Миколаєва-2». Гливий вийшов на поле в стартовому складі, на 43-й хвилині відзначився голом, а на 86-й хвилині його замінив Олександр Михайлов. На початку липня 2019 року продовжив угоду з клубом.